# Sociedad de Pediatría de Madrid y Castilla-La Mancha

## Historia
La Sociedad de Pediatría de Madrid fue fundada el 16 de octubre de 1913. La sesión inaugural se celebró el 16 de octubre del citado año, siendo presidida por el entonces ministro de Instrucción Pública y Bellas Artes D. Joaquín Ruiz Jiménez. Se pueden consultar, también, las sesiones inaugurales de los años 1915, 1916 y 1917.
Actualmente se denomina Sociedad de Pediatría de Madrid y Castilla-La Mancha (SPMyCM).

### Hitos históricos de la Pediatría madrileña
La Sociedad de Pediatría de Madrid (1913), junto con la Sociedad Nacional de Ginecología, Obstetricia y Pediatría (1873), la Sociedad Española de Dermatología y Sifiliografía (1909) y la Asociación Española de Urología (1911), fueron las primeras sociedades científicas. En el campo pediátrico, siguió, en 1926, la Sociedad Catalana de Pediatría.
En la evolución de las instituciones históricas e instalaciones pediátricas más relevante en Madrid, se pueden enumerar:

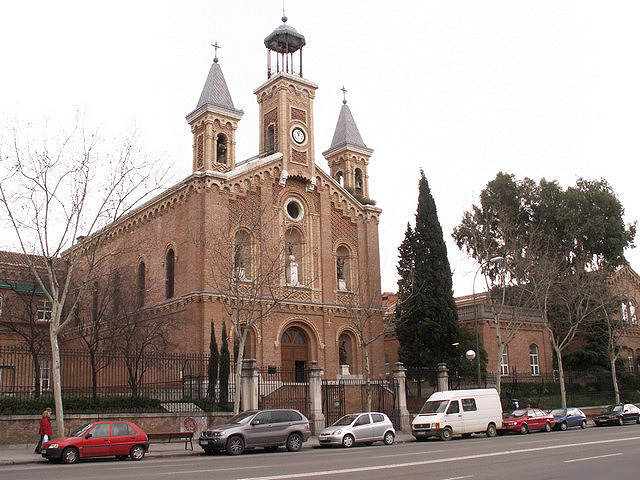
Hospital del Niño Jesús

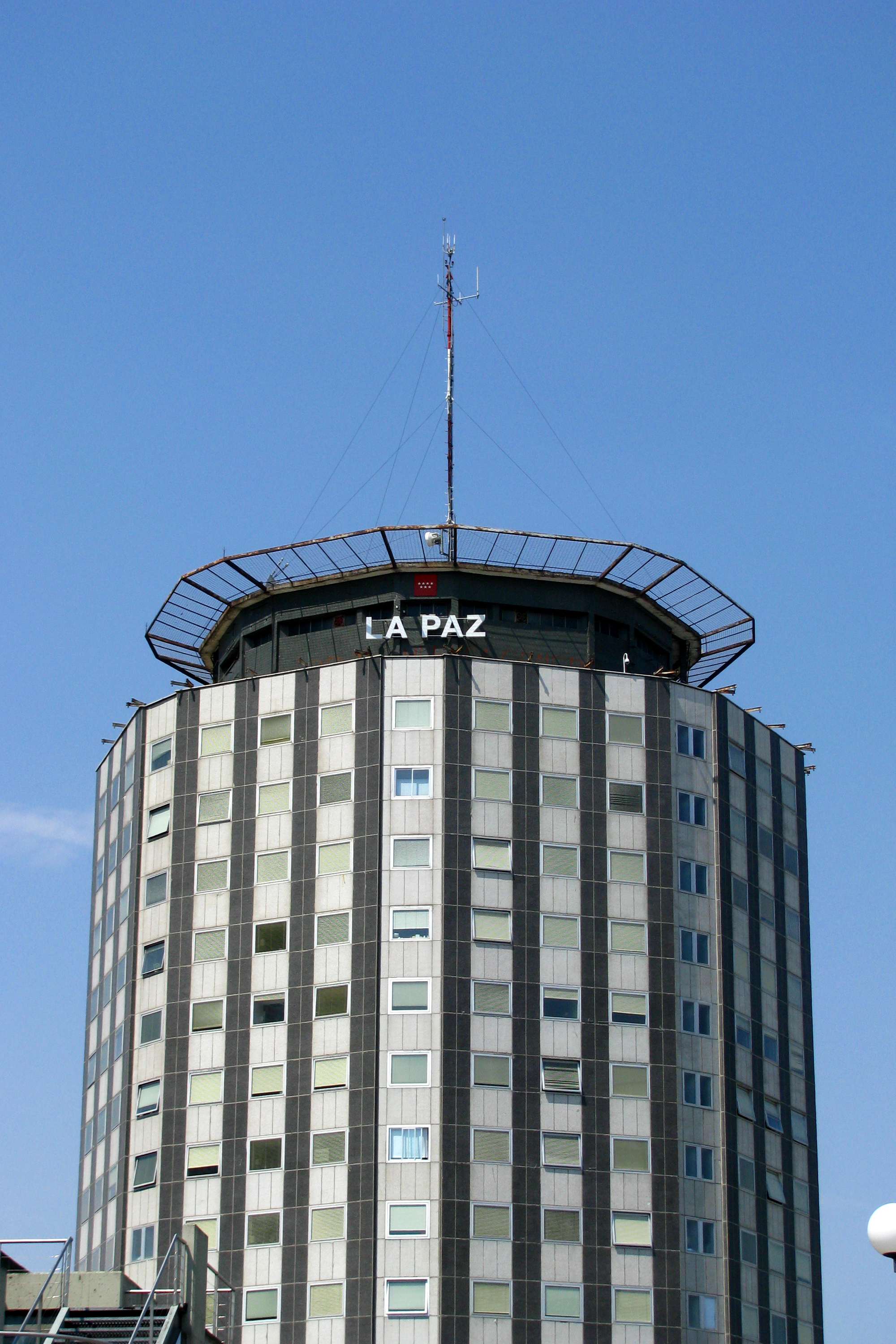
Hospital Infantil La Paz

- La Inclusa de Madrid, cuyos primeros registros datan de finales del siglo xv, fue una institución de recogida de niños abandonados. Los registros históricos indican que ingresaban hasta 2000 niños al año, y que en sus 4 siglos de vida sirvió de hogar para aproximadamente 650.000 niños. La Inclusa de Madrid ha tenido varios emplazamientos y nombres a lo largo de este tiempo; en 1929 se instaló en un edificio nuevo situado en la calle O´Donnell, y en los setenta se trasladó al Colegio de San Fernando en la carretera de Colmenar Viejo, llamándose desde entonces Casa de los Niños.
- Hospital del Niño Jesús. Por iniciativa de María Hernández Espinosa, duquesa de Santoña, se inició su construcción el 6 de noviembre de 1879 y se inauguró en 1881.[5][6] Fue el primer hospital infantil español. No obstante, tuvo un precedente, "El Hospitalillo" inaugurado el 14 de enero de 1877 en la calle Laurel, el cual se quedó pequeño enseguida y fue sustituido por el, hasta ahora, Hospital del Niño Jesús. En sus comienzos era un hospital-asilo, pero finalmente ha sido la cuna de la Pediatría española. Mariano Benavente fue su primer director.
- A principios del siglo XX, unas instituciones de gran importancia social y sanitaria fueron los "Consultorios de Niños de Pecho y gota de leche", si bien con cierta controversia por proporcionar biberones de forma gratuita. Con el tiempo, estas instituciones dieron lugar al nacimiento de los Institutos de Puericultura.
- Hospital Clínico San Carlos: en el siglo XVI se situó en un edificio de la calle Atocha. Antes de la guerra civil española comenzó la construcción de los edificios del emplazamiento actual en el distrito de Moncloa, pero no fue hasta 1941 cuando comenzaron a funcionar algunas secciones. En 1965 fue inaugurado oficialmente la edificación completa actual.
- Hospital La Paz: se inauguró en julio de 1965. Enrique Jaso Roldán (1904-1993) dirigió el equipo fundador del Hospital Infantil.[7]
- Hospital Gregorio Marañón: los antecedentes remotos de esta institución datan de finales del siglo XV (hospital de la Villa y Corte). Más tarde ha aglutinado a diversas instituciones dispersas como: Hospital de S. Juan de Dios (1552), la antigua Inclusa (1572), la Casa de Maternidad (1837), el Instituto Provincial de Puericultura (1929) -que aglutinaba la Inclusa, el Colegio de la Paz, el pabellón de la Moncloa y el asilo de San José- y el Hospital de la Beneficencia para enfermedades de los ojos (1879). Finalmente se ubicó todo el conjunto en los edificios actuales en 1968.[8] La aportación más reciente ha sido la construcción del Hospital Materno-Infantil de moderna factura en un edificio diseñado por Rafael Moneo y José M.ª de la Mata.[9][10][11]
- Hospital San Rafael: si bien sus antecedentes llegan a la mitad del siglo XV, el actual hospital infantil se inauguró en 1969.[12]
- Hospital 12 de Octubre: se inauguró el 2 de octubre de 1973.[13]
- Hospital Ramón y Cajal: inaugurado en 1977.
- En enero de 1985 (y al amparo del Real Decreto 137/1984, de 11 de enero, sobre estructuras básicas de salud)[14] se inauguran los primeros cinco centros de salud: en Madrid el CS Bustarviejo, en Alcorcón el CS La Rivota, y otros en Pozuelo de Alarcón, Fuenlabrada y Parla. Desde ese momento coexistían los modelos de pediatría de cupo y pediatría de equipo de atención primaria, habiendo desaparecido en la práctica ya el primero. En 2013, existían 268 centros de salud en los cuales desarrollaban su trabajo más de 700 pediatras, la mayoría de ellos encuadrados en la Asociación Madrileña de Pediatría de Atención Primaria que, a su vez, forma parte de la Asociación Española de Pediatría de Atención Primaria.[15]

| Años    | Presidentes                   | Años    | Presidentes                   |
| ------- | ----------------------------- | ------- | ----------------------------- |
| 1913-15 | Francisco Criado y Aguilar    | 1958-60 | Jaime de Cárdenas y Pastor    |
| 1915-18 | Baldomero González Álvarez    | 1960-66 | Ciriaco Laguna Serrano        |
| 1918-19 | Manuel de Tolosa Latour       | 1966-68 | Luciano de la Villa Rodríguez |
| 1919-21 | Hipólito Rodríguez Pinilla    | 1968-70 | Javier Matos Aguilar          |
| 1921-24 | Aurelio Martín Arquellada     | 1970-72 | Federico Collado Otero        |
| 1925-27 | José Velasco Pajares          | 1972-74 | Blas Taracena del Piñal       |
| 1927-29 | Jesús Sarabia y Pardo         | 1974-76 | Carlos Vázquez González       |
| 1929-31 | Enrique Suñer Ordóñez         | 1976-78 | José A. Velasco Collazo       |
| 1931-33 | Aurelio Romeo Lozano          | 1978-80 | Modesto López-Linares         |
| 1933-34 | Santiago Cavengt Gutiérrez    | 1980-82 | Ángel Crespo Santillana       |
| 1935-36 | Juan Antonio Alonso Muñoyerro | 1982-84 | Enrique Casado de Frías       |
| 1936-39 |                               | 1984-89 | Ángel Nogales Espert          |
| 1941-44 | Martín González Álvarez       | 1989-95 | Manuel Moro Serrano           |
| 1944-47 | Carlos Sainz de los Terreros  | 1995-01 | Carlos Marina López           |
| 1947-50 | Francisco Zamarriego García   | 2001-04 | Francisco Valverde Moreno     |
| 1951-55 | Juan Garrido-Lestache         | 2004-10 | M.ª Teresa Muñoz Calvo        |
| 1955-56 | Ricardo Garelly de la Cámara  | 2010-17 | José García Sicilia           |
| 1956-58 | Juan Boch Marín               | 2018-   | Fernando Sánchez Perales      |

### Presidentes de la Sociedad de Pediatría de Madrid
El primer presidente de la Sociedad de Pediatría de Madrid fue Francisco Criado y Aguilar (1850-1946), quien, en 1886, creó la primera Cátedra de Pediatría española en la Universidad Central de Madrid (ahora Universidad Complutense).
Ver tabla adjunta, donde se enumeran todos los presidentes habidos.